# Castelvecchio Subequo
Castelvecchio Subequo é uma comuna italiana da região dos Abruzos, província de Áquila, com cerca de 1 242 habitantes. Estende-se por uma área de 19 km², tendo uma densidade populacional de 65 hab/km². Faz fronteira com Castel di Ieri, Celano, Cocullo, Gagliano Aterno, Molina Aterno, Ortona dei Marsi, Pescina, Raiano, Secinaro.

## Demografia
| Variação demográfica do município entre 1861 e 2011                               |
|                                                                                   |
| Fonte: Istituto Nazionale di Statistica (ISTAT) - Elaboração gráfica da Wikipedia |